# Falaise des Suicides
La falaise des Suicides (Suicide Cliff en anglais ou スーサイドクリフ en japonais) est une falaise au-dessus de Marpi Point Field, près de la pointe nord de Saipan, dans les îles Mariannes du Nord, qui a acquis une importance historique à la fin de la Seconde Guerre mondiale, durant la Bataille de Saipan. Également connu sous le nom de Laderan Banadero, c'est un lieu où, en 1944, des milliers de civils et de soldats de l'armée impériale japonaise se sont suicidés afin d'éviter d'être capturés par les Américains.

## Histoire
Afin de pouvoir mener à bien l’attaque du Japon, les îles Mariannes du Nord étaient pour les Américains un point stratégique de la fin de la guerre.
Après plusieurs semaines de combats, de bombardements incessants et près de 24 000 morts, les Japonais étaient au bord de la défaite. De peur que les civils ne se rendent aux Américains, l'empereur Hirohito leur ordonna le suicide en leur promettant une place dans l'au-delà similaire à celle des soldats morts au combat. Pendant cette période la propagande japonaise soulignait aussi le traitement brutal et inhumain des prisonniers japonais par l'armée américaine, comme la mutilation de leurs morts de guerre. De nombreux Japonais craignaient que les « diables américains violent et dévorent des femmes et des enfants japonais ». Les civils et soldats japonais non aptes au combat allèrent dans deux endroits spécifiques pour se suicider, la falaise des suicides et la Banzai Cliff. C'est entre le 8 et le 12 juillet que la majorité des suicides eurent lieu. À la fin des combats, des 25 000 civils présents sur les îles, 22 000 avaient perdu la vie, presque tous dans des suicides.
Le nombre précis de suicides n'est pas connu. Un témoin a déclaré avoir vu « des centaines de corps » en bas de la falaise tandis que d'autres sources citent des milliers,. Un correspondant contemporain a même loué leur action, la qualifiant de « plus bel acte de la période Shōwa » et louant « la fierté des femmes japonaises ».

## Mémoriaux
En 1976, un parc et un mémorial de la paix ont été inaugurés et l'emplacement est devenu une destination de pèlerinage, en particulier pour les visiteurs japonais. Cette année-là, 3,6 hectares du site ont été inscrits au Registre national des lieux historiques des Etats-Unis.  
La falaise fait partie, avec l'aérodrome et la Banzai Cliff, une falaise côtière où des suicides ont également eu lieu, des « Landing Beaches; Aslito/Isely Field; & Marpi Point, Saipan Island » inscrites au National Historic Landmark en 1985.

## Voir également
- Registre national des lieux historiques des îles Mariannes du Nord